# Macrovasculatura
La macrovasculatura son aquellos vasos sanguíneos con un diámetro mayor de 100 micrómetros, es decir, los que están dentro del límite de resolución del ojo humano.
Dentro de la macrovasculatura es posible diferenciar a las arterias y a las venas, que presentan características histológicas, diferentes entre sí.
- Datos: Q5989210